# Znak Ziemi
Znak Ziemi – pismo konspiracyjne, skierowane do cywilnych działaczy Tajnej Armii Polskiej.
Pierwszy numer „Znaku ziemi” ukazał się w czerwcu 1940 roku. Pismo ukazywało się jako dwutygodnik. Miało format A4 i było powielane. Na stronie tytułowej, podobnie jak w przypadku innych pism TAP, znajdował się wizerunek piastowskiego orła z koroną i krzyżem oraz motto: Bóg – Ojczyzna – Honor.
Pismo zawierało informacje pochodzące z nasłuchu radiowego, artykuły analizujące sytuację militarną i polityczną, artykuły poświęcone rzeczywistości okupacyjnej.